# Gasolina (Anna)
Gasolina è un singolo della rapper italiana Anna, pubblicato il 3 giugno 2022 come secondo estratto dal primo EP Lista 47.

## Descrizione
Il brano è un uptempo che riprende la linea melodica di Las divinas, canzone della colonna sonora della serie televisiva argentina Il mondo di Patty eseguita da Brenda Asnicar. Riguardo allo sviluppo del pezzo Anna ha dichiarato:

## Video musicale
Il video, diretto da Gianluca Dall’Argine e girato ad Ibiza, è stato reso disponibile il 6 luglio 2022 sul canale YouTube della rapper. Il video vede la partecipazione dell'attrice Brenda Asnicar.

## Tracce
Testi di Anna Pepe, musiche di Carlos Zulisber Nilson, Diego Vincenzo Vettraino, Manuel José Mario Schajris e Nicolò Pucciarmati.
1. Gasolina – 2:26

## Classifiche

### Classifiche settimanali
| Classifica (2022) | Posizione massima |
| ----------------- | ----------------- |
| Italia            | 10                |

### Classifiche di fine anno
| Classifica (2022) | Posizione |
| ----------------- | --------- |
| Italia            | 70        |